# Vollenhovia novobritainae
Vollenhovia novobritainae é uma espécie de formiga do gênero Vollenhovia, pertencente à subfamília Myrmicinae.